# Mariborski otok
Mariborski otok je naravni otok na reki Dravi pred Mariborom. Leta 1951 je bil zavarovan kot naravna znamenitost in danes ima status površinsko geomorfološkega in botaničnega naravnega spomenika. Hkrati je pomemben habitat živalskih vrst, predvsem ptičev. Prav zaradi tega je razglašen za naravni spomenik, saj je vpliv človeka že dobro spremenil podobo otoka.

## Ime
Ime Mariborski otok se je začelo uporabljati šele ob dograditvi letnega kopališča (1930). Do takrat je bil otok znan pod imenom Felberjev otok, in sicer po Andreju Felberju in njegovi ženi Ani Mariji, ki sta ga leta 1748 odkupila od Henrika Adama grofa Brandisa.

## Dostop
Dostop do otoka je možen po slikoviti pešpoti, ki vodi po levem bregu Drave mimo Koblarjevega zaliva do mostu na otok, ali pa po cesti, ki se pri Kamnici odcepi od ceste Maribor – Dravograd. Zanimivo je, da je bila nekdanja površina otoka večja približno za četrtino. Visoka voda je leta 1946 ob gradnji bližnje hidroelektrarne Mariborski otok odnesla del otoka, zato so kasneje na zahodni strani - v smeri elektrarne naredili betonski pomol, ki se na koncu zaključi z vodobranom. Ta preprečuje nadaljnjo erozijo v primeru visokih voda.

## Nastanek otoka
Naravne okoliščine, ki so omogočile nastanek otoka, so bile brzice na Dravi, kjer je danes jez Hidroelektrarne Mariborski otok. Povzročale so jih prečno položene plasti iz trdega staromiocenskega marinskega laporja, ki so zgradile podvodne čeri. Na tem mestu se drava zadnjič zoži, preden se dolina odpre v Dravsko polje in Drava postane iz alpske reke umirjena ravninska voda. Omenjeni prag iz trdih kamnin je Dravi naglo jemal moč, tako da je reka tu odložila večino plavnega materiala. Nastal je Mariborski otok.Otok je aluvialna tvorba, kar pomeni, da je nastal z naplavino rečnih otokov. Nastal naj bi ob koncu najmlajše ledene dobe. 

## Vrste ptic
Značilne so gozdne vrste ptic, posebno v zimskem času pa predstavlja zatočišče vodnih ptic. Popisanih je bilo 75 vrst, od tega 31 vrst gnezdilk.
 
Okrnjen seznam opazovanih vrst:

- gozdne vrste: ščinkavec (Fringilla coelebs), črnoglavka (Sylvia atricapilla), taščica (Erithacus rubecula), kos (Turdus merula), vrbji kovaček (Phylloscopus collybita), poljski vrabec (Passer montanus), velika sinica (Parus major), lišček (Carduelis carduelis), dlesk (Coccothraustes coccothraustes), veliki detel (Dendrocopus major), carar (Turdus visvivorus), močvirska sinica (Parus palustris), brglez (Sitta europaea), kanja (Buteo buteo), vodomec (Alcedo atthis), mali slavec (Luscinia megarhynchos), ...
- vodne vrste: mali ponirek (Tachybaptus ruficollis), liska (Fulica atra), labod grbec (Cygnus olor), mlakarica (Anas platyrhynchos), čopasta črnica (Aythya fuligula), veliki kormoran (Phalacrocorax carbo), zvonec (Bucephala clangula), ...

## Kopališče
Poleti na otoku svoja vrata odpre najstarejše odprto kopališče.
Kopališče Mariborski otok je gradilo gradbeno podjetje Jožeta Jelenca in Vladimirja Šlajmerja. Najprej so morali zgraditi pontonski most čez Dravo. Nekega dne je most zaradi narasle Drave odneslo. Med gradnjo so naleteli na gnezdo, v katerem je prebivalo 230 gadov.
Nekaj časa niso našli delavcev, ker so se ti bali kač. Legenda pravi, da so v Dravo vrgli tri zlatnike, da bi potolažili kačjo kraljico. Druga legenda pa pravi, da preden so zgradili most, je limbuška graščakinja na vsak način hotela kačjo kronico in je obljubila tistemu, ki ji jo prinese, roko. Mnogi mladi fantje so umrli zaradi vodnih vrtincev.

## Rastline Otoka
- Prej je bilo registriranih kar 263 različnih vrst. Danes jih lahko najdemo samo 219.
- Nekatere so ogrožene zaradi njihovih posebnosti.

## Zanimivosti
- Otok je zavarovan kot naravni spomenik.